# Мельзунген
Мельзунген (нім. Melsungen) — місто в Німеччині, знаходиться в землі Гессен. Підпорядковується адміністративному округу Кассель. Входить до складу району Швальм-Едер.
Площа — 63,1 км2. Населення становить 13 797 ос. (станом на 31 грудня 2020).